# Гетисбъргско обръщение
Гетисбъргското обръщение (на английски: Gettysburg Address) е реч изнесена от президента на САЩ Ейбръхам Линкълн в следобеда на 19 ноември 1863 г. по случай откриването на Националното войнишко гробище в Гетисбърг, Пенсилвания, по време на Американската гражданска война, четири месеца и половина след решителната битка при Гетисбърг. Макар и кратка (10 изречения), продължила малко над две минути, и второстепенна в сравнение с други речи (Едуард Евърет изнася двучасово слово преди обръщението на Линкълн), речта на Линкълн впоследствие придобива известност като една от най-великите речи в американската история. Линкълн се позовава на принципите на човешкото равенство, възприети в Декларацията за независимост и преопределя смисъла на гражданската война като борба не просто за запазване на Съюза, а като „ново раждане на свобода“, което ще донесе истинско равенство за всичките граждани на републиката и по този начин ще създаде обединена нация, в която правата на щатите вече не са доминиращи.

## Текст на Обръщението от Гетисбърг
| “ | Преди осемдесет и седем години нашите бащи основаха на този континент една нова нация, зачената под знака на свободата и посветена на принципа, че всички хора са създадени равни. Сега ние водим велика гражданска война, която подлага на изпитание въпроса дали тази нация или която и да е друга нация, така зачената и с такова високо посвещение, може дълго да просъществува. Ние сме се събрали на полето на една от най-великите битки на тази война. Дошли сме, за да осветим част от това поле като място за вечен покой на онези, които отдадоха живота си, за да може тази нация да живее. Подобаващо и достойно за нас е да сторим това. В по-широк смисъл обаче ние не можем да посветим, ние не можем да осветим, ние не можем да превърнем в светиня това място. Храбрите мъже – живи и мъртви, – които се сражаваха тук, вече го осветиха, извисявайки се над всичко, което ние с нашата немощ бихме могли да прибавим или отнемем. Светът едва ли ще забележи и няма да запомни задълго това, което ние днес говорим тук, но никога няма да забрави това, което те извършиха тук. На нас, живите се пада честта да се посветим на незавършеното дело, което падналите тук започнаха и доблестно защитаваха. Наш дълг е да се посветим на великата мисия, която ни очаква: от тези почитани покойници да почерпим дълбоката си преданост към делото, на което те отдадоха последна пълна мяра преданост. Ние тържествено заявяваме, че тези покойници не са пожертвали живота си напразно; че тази нация, благословена от Бога, ще изживее ново възраждане на свободата, а управлението на народа, от народа, за народа няма да изчезне от лицето на Земята. | ” |

(превод Антоанета Тошева, 2005)